# کایووپوئیستو
کایووپویستو (انگلیسی: Kaivopuisto)، (سوئدی: Brunnsparken) مشهور به برونسان، یکی از قدیمی‌ترین و شناخته‌شده‌ترین پارک‌ها در مرکز هلسینکی، فنلاند است. اهمیت این پارک در تجمع‌های سنتی و فرهنگی مردم هلسینکی در رویدادهای ویژه است.

## محدوده
از جنوب منطقه اوسیما، کایووپویستو به خلیج فنلاند می‌رسد. در شمال این پارک یک منطقه مسکونی دیپلماتیک وجود دارد که شامل اقامتگاه‌های خصوصی چندین سفیر کشورهای خارجی در فنلاند، از جمله ایالات متحده، استونی، اسپانیا، فرانسه، بلژیک، برزیل، ایتالیا، هلند و انگلستان است.

## اهمیت فرهنگی
کایووپویستو در چندین هکتار دارای زمین صاف و صخره‌ای و هم چنین ساحل شنی است. این پارک دارای آثار قدیمی و سازه‌های مربوط به قرن هجدهم می‌باشد که از جذابیت‌های ویژه گردشگری کایووپویستو است. هر تابستان، هزاران نفر از مردم از هلسینکی روزانه به این مکان می‌آیند. در زمستان نیز بزرگترین تپه پارک با شیب مناسب برای اسکیت و سرخوردن، محلی برای تجمع مردم است.
در اول ماه می یعنی در فردای شب والپورگیس، به‌طور سنتی کایووپویستو شلوغ‌ترین روز خود را می‌گذراند. بنا برسنت قدیمی اهالی هلسینکی، مردم در این روز در پارک از گروه‌های مختلف جمع می‌شوند و با پوشیدن لباس‌های محلی و تاریخی فنلاندی به تفریح می‌پردازند. بسیاری از دانش‌آموزانی که دوره متوسطه را در این سال به اتمام رسانیده‌اند و قرار است وارد دانشگاه شوند نیز با به سرگذاشتن کلاه زردرنگ فارغ‌التحصیلی در این مکان حضور دارند. مردان نیز کلاه ملوانی به سر دارند. هم چنین برگزاری چند کنسرت در پارک در طول تابستان معمول است.
کایووپویستو همچنین شامل یک رستوران و کلوپ شبانه معروف متعلق به دهه ۱۸۳۰، رصدخانه اورسا و ویلا کلاینه، قدیمی‌ترین ویلای این منطقه می‌باشد.

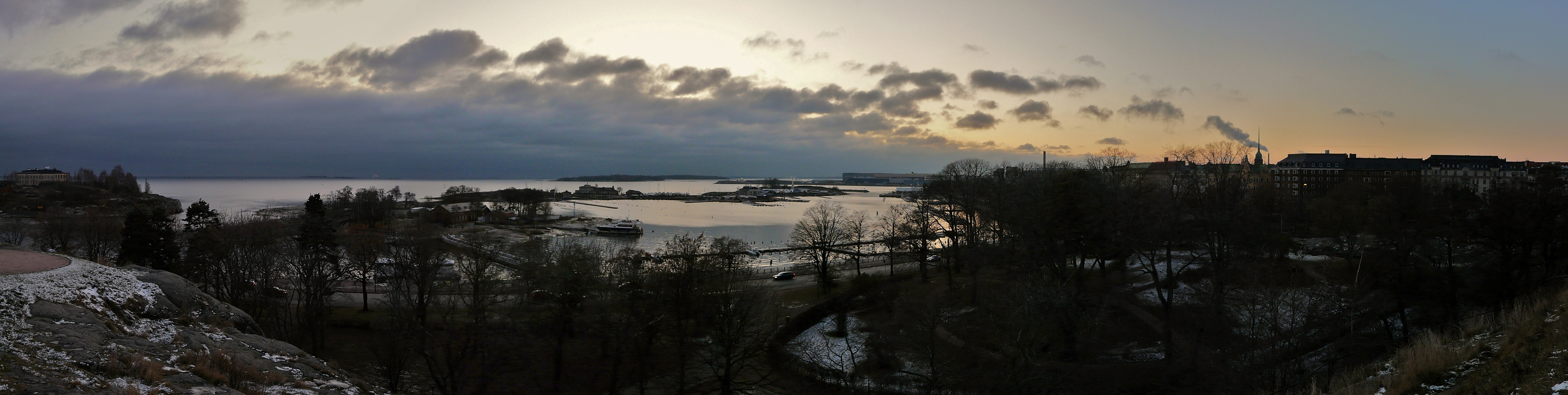
نمایی از پارک کایووپویستو در ماه نوامبر

## نگارخانه

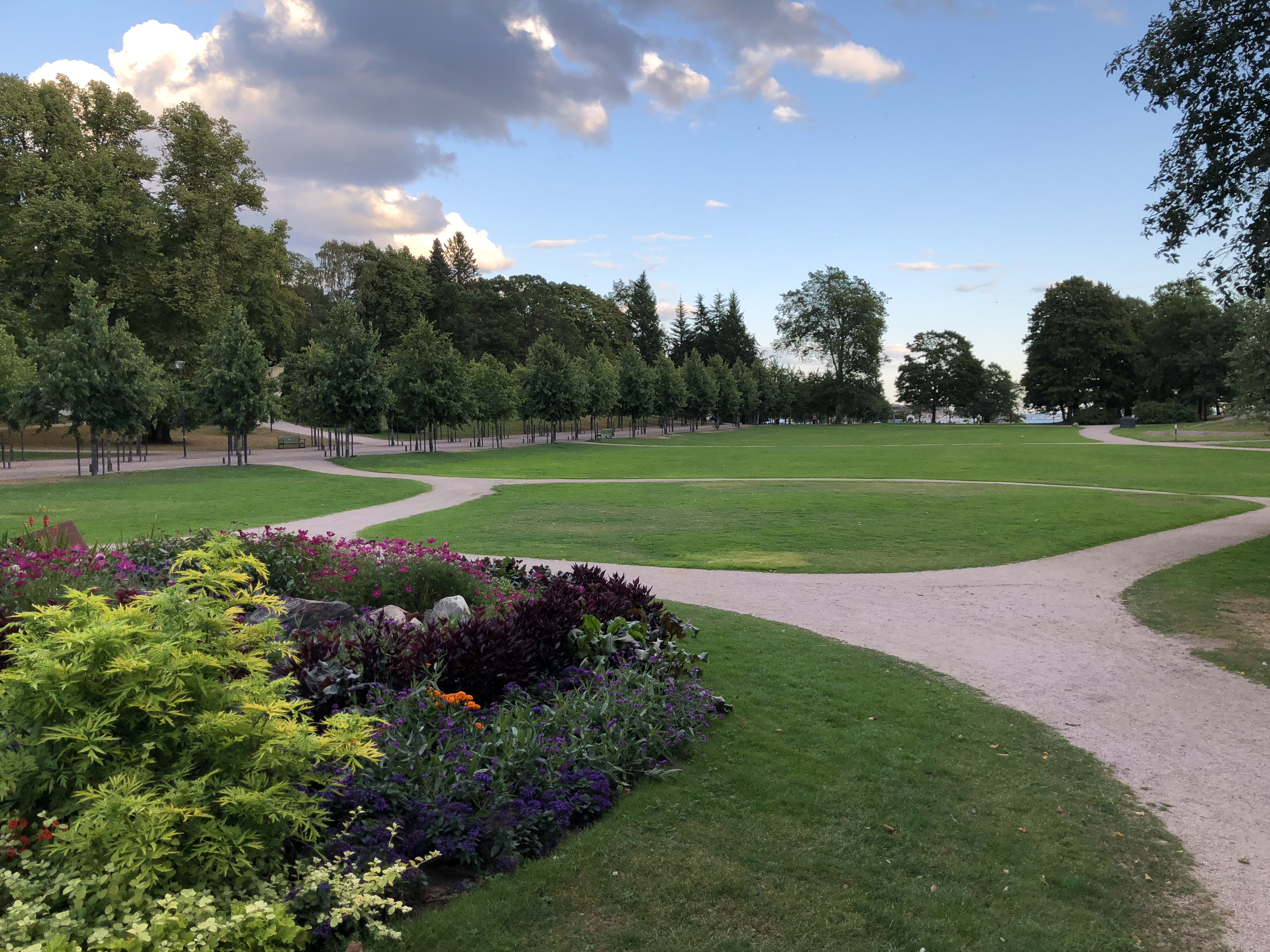
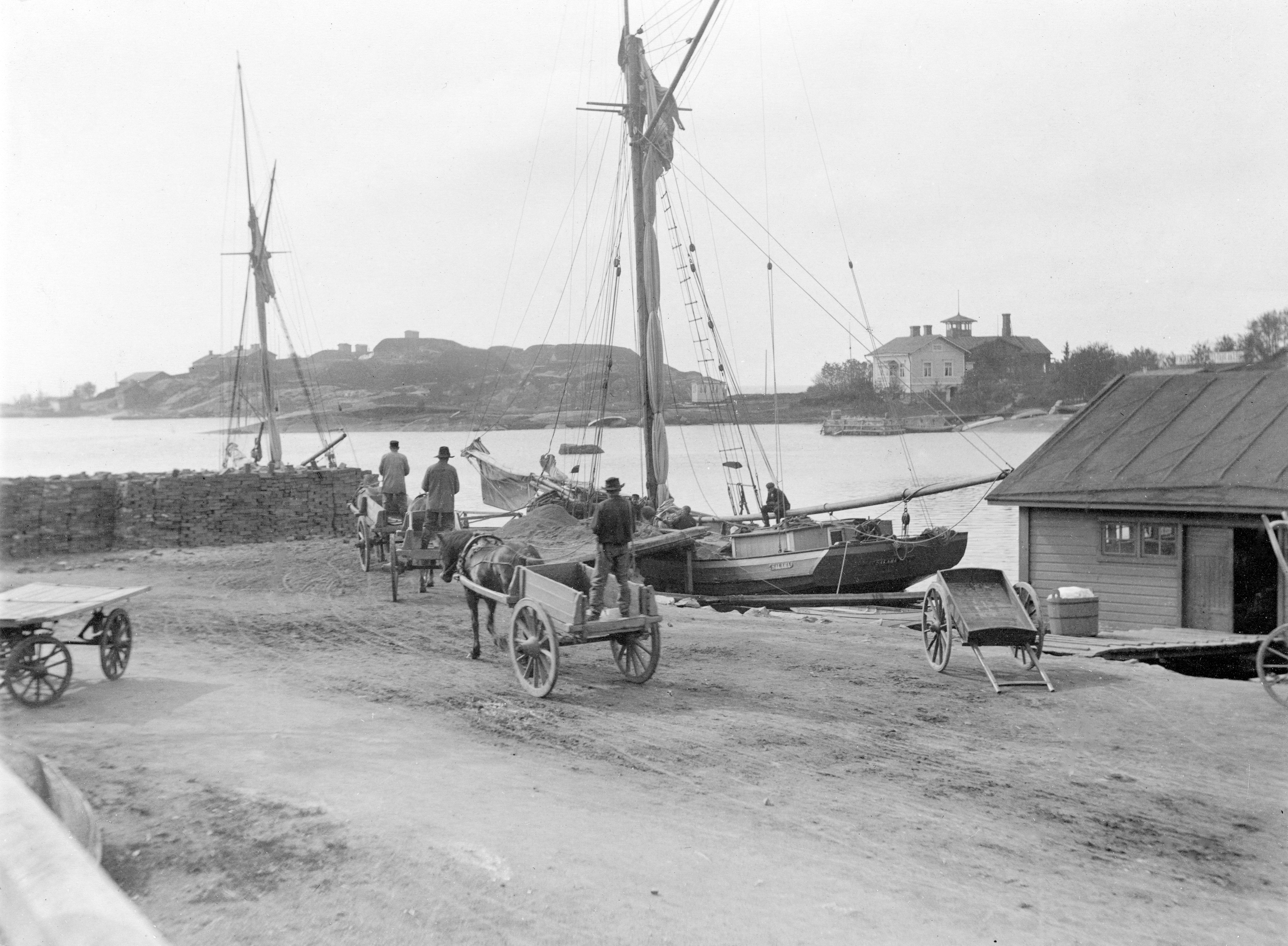
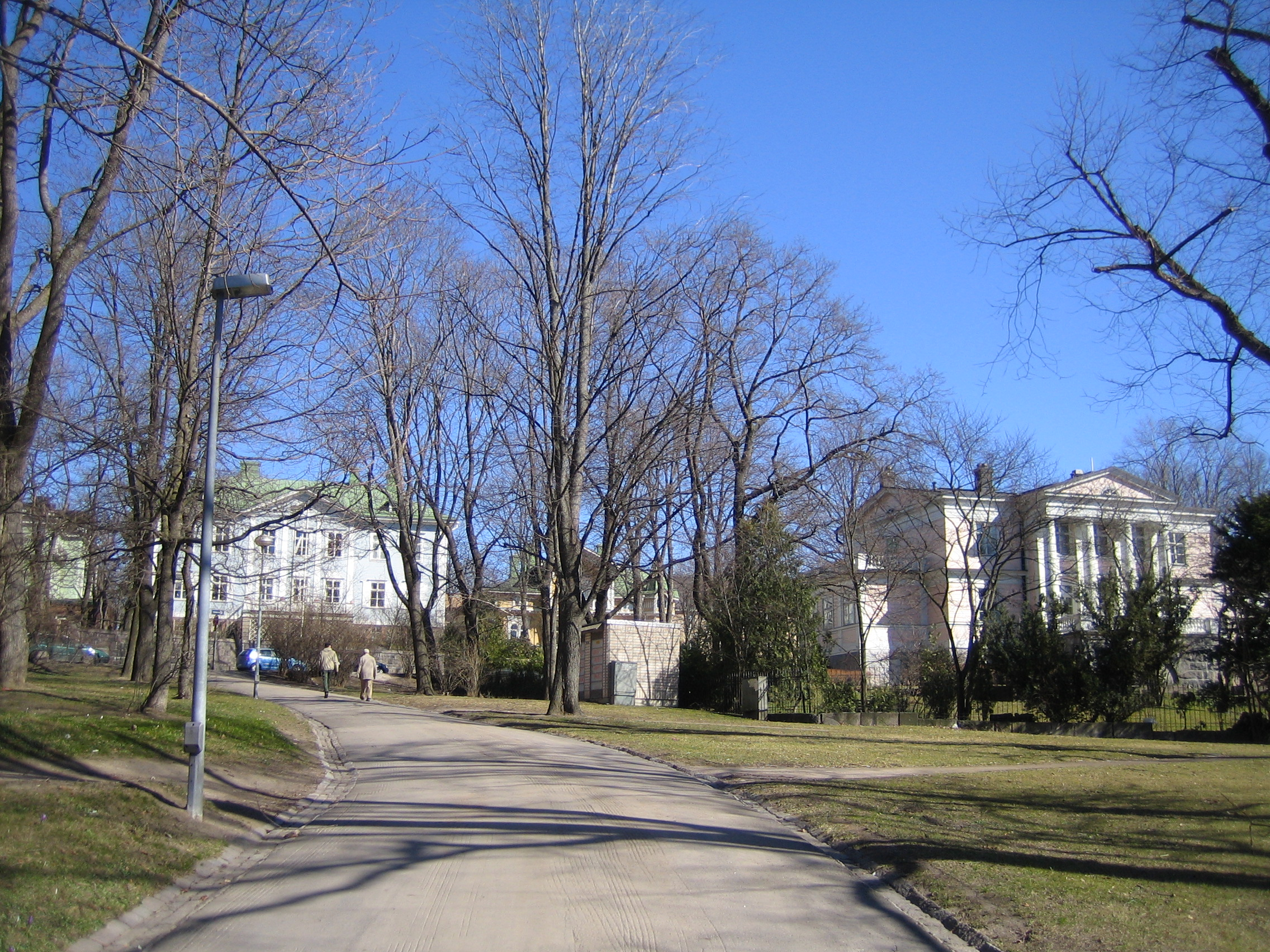
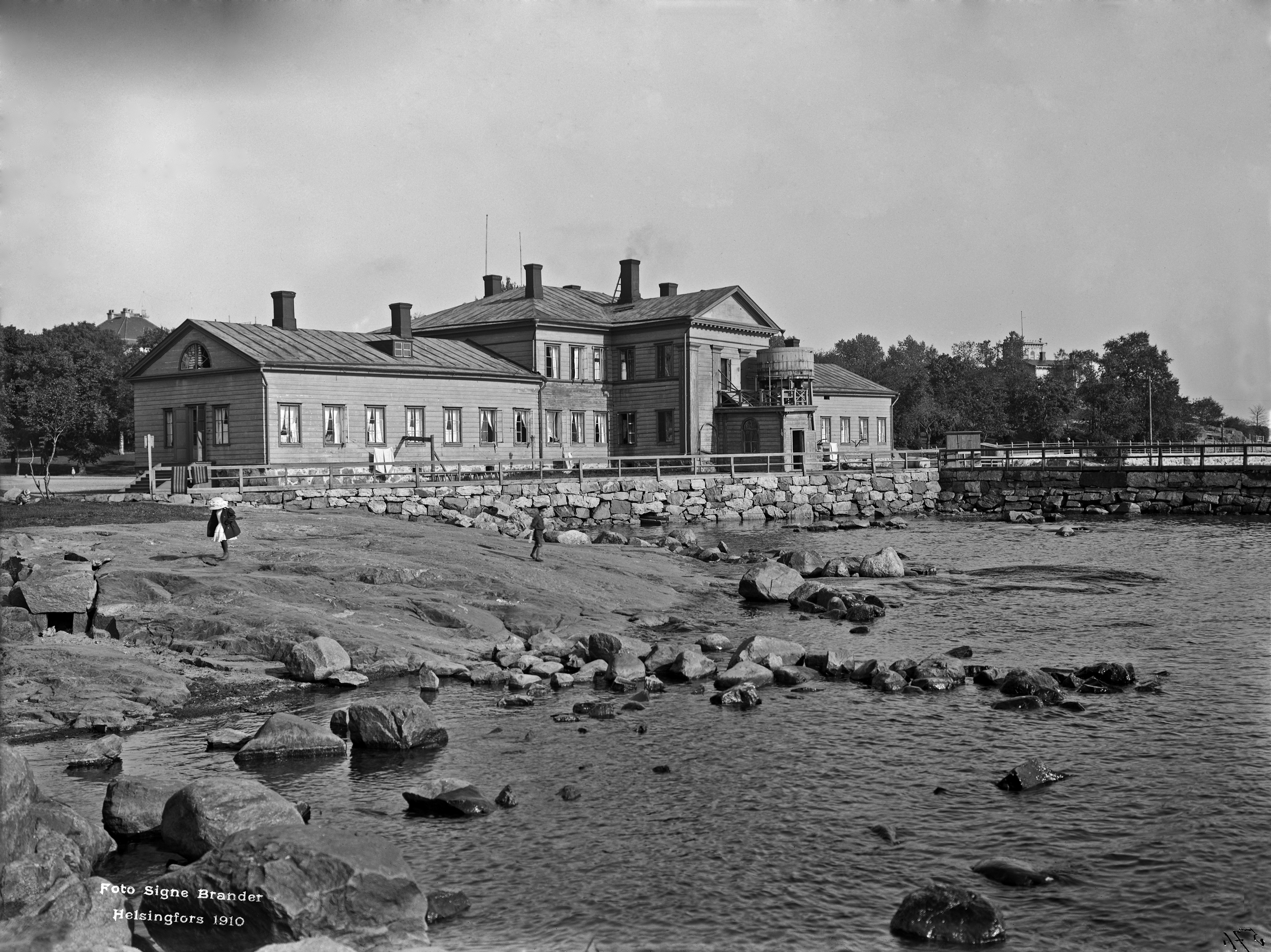
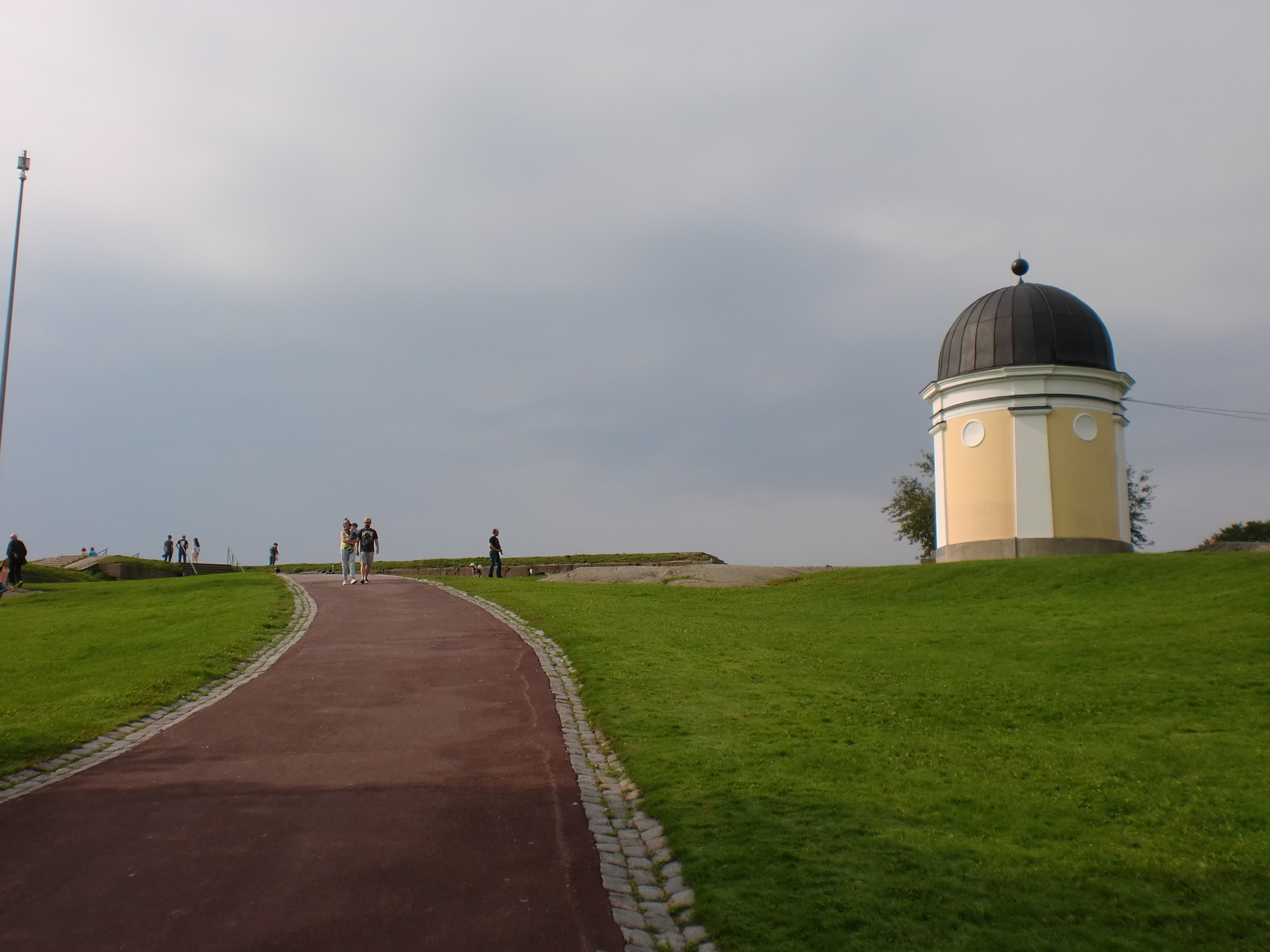
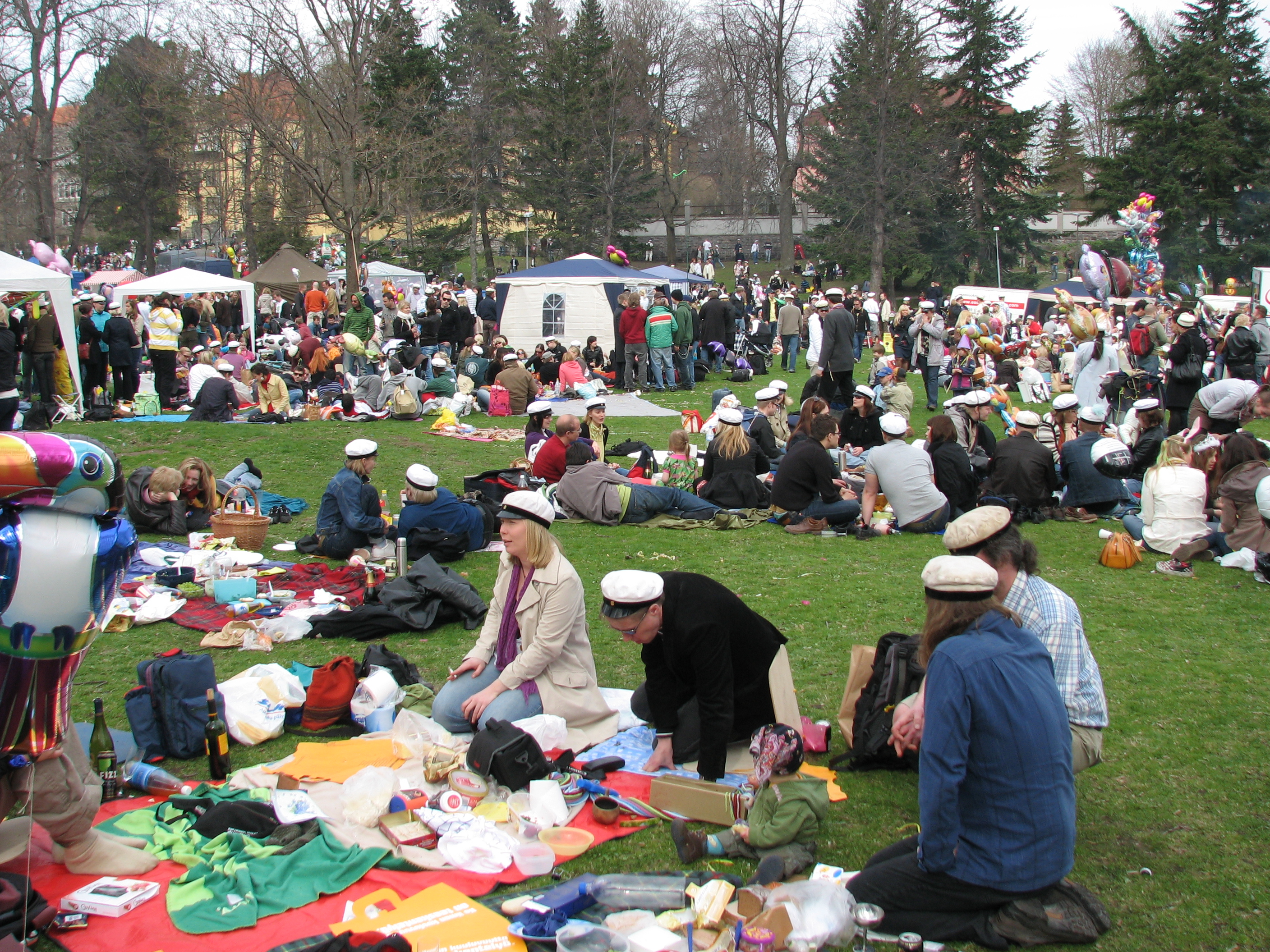
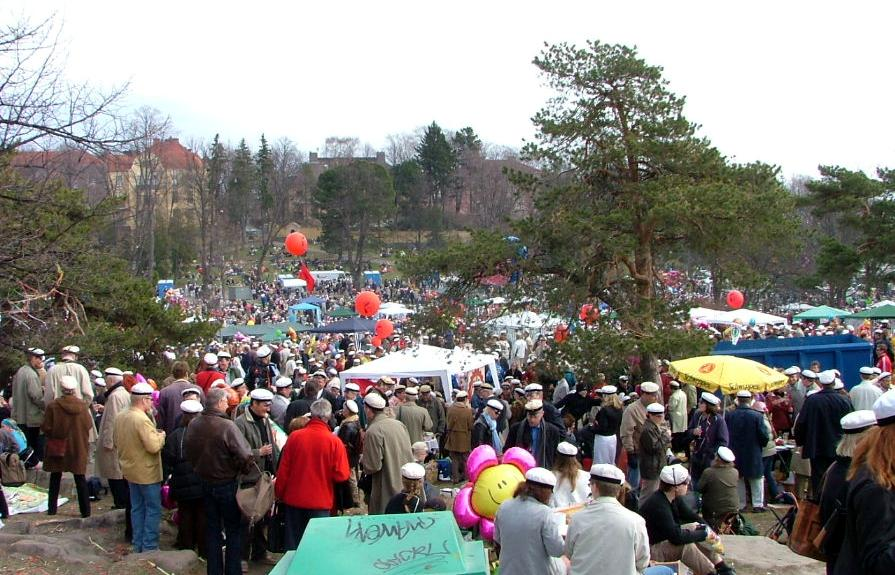